# Phyllonorycter pruinosella
Espèce
Synonymes
- Lithocolletis pruinosella Gerasimov, 1931

Phyllonorycter pruinosella est une espèce asiatique de lépidoptères (papillons) de la famille des Gracillariidae.

## Répartition
On trouve Phyllonorycter pruinosella en Asie centrale, au Kazakhstan, Tadjikistan, Turkménistan et en Ouzbékistan,.

## Écologie
Les chenilles consomment les plantes de la famille des Salicaceae et plus particulièrement du genres Populus (notamment Populus pruinosa (sv), Populus euphratica et Populus diversifolia) et occasionnellement du genre Salix,.
Elles minent les feuilles de leur plante hôte. Ces mines sont petites, lisses et ovales. Elles se trouvent indifféremment sur les deux faces de la feuille de peuplier, alors qu'elles n'ont été trouvées que sur la face inférieure du saule.

## Classification
Le nom valide complet (avec auteur) de ce taxon est Phyllonorycter pruinosella (Gerasimov (d), 1931).
L'espèce a été initialement classée dans le genre Lithocolletis sous le protonyme Lithocolletis pruinosella Gerasimov, 1931,.

### Publication originale
- (de) A. Gerasimov, « Zur Lepidopterenfauna  von Mittelasien  III. », Entomologische Zeitschrift, vol. 9, no 45,‎ 8 août 1931, p. 125-132 (ISSN 1435-1951, lire en ligne [PDF])